# Giordano Riccati
Pour les articles homonymes, voir Giordano et Riccati.
Giordano Riccati (né en 1709 à Castelfranco Veneto, dans la province de Trévise, en Vénétie – mort en 1790), est un physicien, architecte et théoricien de la musique italien du XVIIIe siècle.

## Biographie

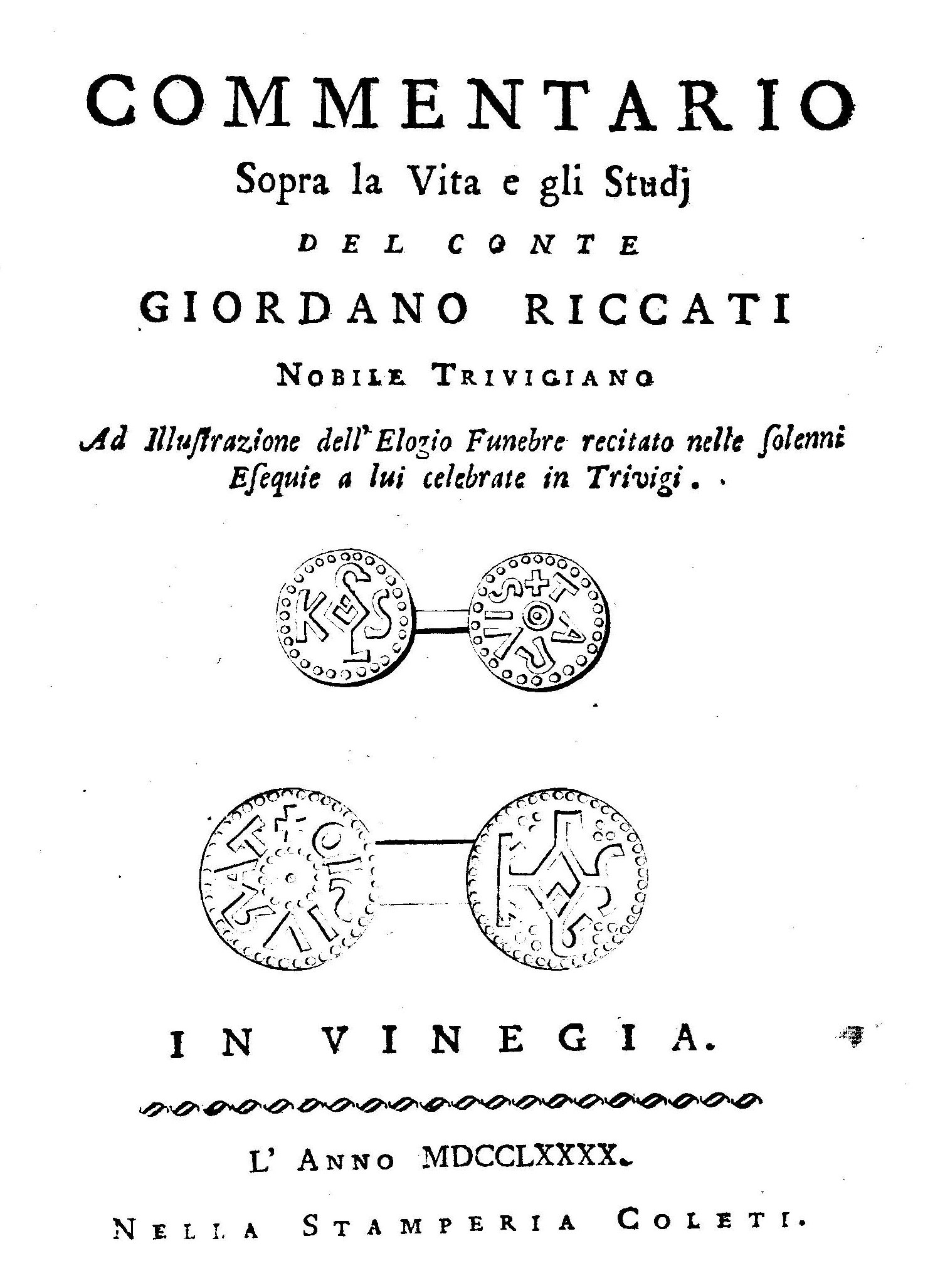
Domenico Maria Federici, Commentario sopra la vita e gli studi del conte Giordano Riccati, 1790

Giordano Riccati est le troisième fils du mathématicien et physicien Jacopo Riccati, et le frère de Vincenzo Riccati.
Il s'intéresse à la fois aux sciences, au dessin, à la musique et à l'architecture.
Giordano Riccati s'est notamment beaucoup intéressé à l'acoustique musicale et a fait des recherches sur les mathématiques des systèmes acoustiques. Il a en particulier étudié, sur la demande de Francesco Vallotti — auteur du Trattato della musica moderna — qui définira par la suite le tempérament de Vallotti, les problèmes de tempérament. Vallotti souhaitait déterminer un tempérament plus adapté aux modulations que le tempérament usuel. En 1754, Riccati publie un système formé de neuf intervalles de base, dans lequel aucune quinte n'est juste. Il est le premier à étudier les lois de la vibration d'une membrane. Ernst Florens et Friedrich Chaldni, dans leur Traité d'acoustique, publié en 1809, s'appuient sur les recherches de Giordano Riccati et confirment son hypothèse selon laquelle « sur les vibrations d'une membrane de timbale également tendue dans toutes les directions, quelques vibrations correspondantes à celles des cordes, donnent les mêmes rapports des sons. »
En architecture, on doit à Riccati, entre autres, les plans de la cathédrale de Saint Pierre Apôtre, de l'église Saint-Théoniste et de l'église Sant'Andrea in Riva, toutes trois situées à Trévise.

## Publications
- Delle corde ovvero fibre elastiche schediasmi fisico-matematici, Bologne, 1767.
- « Delle vibrazioni sonore dei cilindri », dans Mem. mat. fis. soc. italiana, vol. 1 (1782), p. 444–525.